# Parornix hastata
Parornix hastata är en fjärilsart som beskrevs av Paolo Triberti 1990. Parornix hastata ingår i släktet Parornix och familjen styltmalar.
Artens utbredningsområde är Afghanistan. Inga underarter finns listade i Catalogue of Life.